# Ptarmus jubatus
Ptarmus jubatus är en fiskart som först beskrevs av Smith, 1935.  Ptarmus jubatus ingår i släktet Ptarmus och familjen Aploactinidae. Inga underarter finns listade i Catalogue of Life.